# Internationaler Vertrag zur Pandemieprävention
Der Internationale Vertrag zur Pandemieprävention und -vorsorge (Arbeitstitel, auch kurz: Internationaler Pandemievertrag) ist ein geplantes internationales Abkommen über eine koordinierte Vorgangsweise der Mitgliedstaaten der Weltgesundheitsorganisation (WHO) bei Pandemien (Prävention, Vorsorge und Reaktion).

## Geschichte
Wenngleich Internationale Gesundheitsvorschriften (IHR 2005) genauso im Hinblick auf drohende Pandemien (aufgrund von SARS-CoV-1 2003) seit 2007 völkerrechtsverbindliche Gültigkeit aufweisen und eine Überprüfung durch ein durch die WHO gebildetes „Review Committee“ (ab 8. September 2020) dieser IHR 2005 sowie ein Zwischenbericht dieses IHR-Überprüfungskomitees für November 2020 schon im August 2020 von der UN angekündigt war, sei nach eigenen Angaben des Europäischen Rates der Vorschlag für einen internationalen Pandemievertrag erstmals vom Präsidenten des Europäischen Rates, Charles Michel, im November 2020 auf dem Pariser Friedensforum angekündigt worden. Der Rat der Europäischen Union habe sodann am 20. Mai 2021 einen Beschluss angenommen, mit dem die Aufnahme von Verhandlungen über ein internationales Übereinkommen zur Pandemiebekämpfung im Rahmen der WHO unterstützt werde.
Dieser Aufruf zu einem internationalen Pandemievertrag wurde auch von den Staats- und Regierungschefs der G7 in ihrer Erklärung vom 19. Februar 2021 unterstützt und es wurde von Verantwortlichen in der EU am 25. Februar 2021 vereinbart, an einem internationalen Pandemievertrag mitzuarbeiten. Das Europäische Parlament wurde bislang mit diesem Vorgehen der EU-Staats- und Regierungschefs weitgehend nicht befasst.
Am 31. Mai 2021 haben die 194 WHO-Mitglieder anlässlich der Weltgesundheitsversammlung den Beschluss gefasst, auf einer Sondersitzung ab 29. November 2021 den Plan eines internationalen Pandemievertrags zu erörtern.
Vom 29. November bis 1. Dezember 2021 traten die Mitglieder der WHO in einer Sondersitzung zusammen und einigten sich darauf, ein zwischenstaatliches Verhandlungsgremium einzurichten, um einen Internationalen Vertrag oder ein anderes internationales Instrument zur Pandemieprävention, -vorsorge und -reaktion vorzubereiten, auszuarbeiten und auszuhandeln.
Am 1. Dezember 2021 wurde bekannt gegeben, dass sich die 194 Mitgliedstaaten der Weltgesundheitsorganisation in einer Sondersitzung darauf geeinigt hatten, zum Schutz vor künftigen Krisen durch Infektionskrankheiten einen globalen Prozess zur Ausarbeitung und Aushandlung eines internationalen Vertrages oder sonstigen „Instruments“ (z. B. Rahmenabkommen, Absichtserklärung etc.) aufzunehmen. Dieser globale Prozess wird in Reaktion auf die COVID-19-Pandemie und die damit zusammenhängenden divergierenden Vorgehensweisen der WHO-Mitgliedstaaten als erforderlich erachtet. Durch diesen Internationaler Vertrag zur Pandemieprävention und -vorsorge soll der Schutz der Menschen gewährleistet werden.
Durch diesen Beschluss der Versammlung der Mitglieder der WHO wurde ein zwischenstaatliches Verhandlungsgremium (INB) eingesetzt. Dieses bereitet den Internationaler Vertrag zur Pandemieprävention und -vorsorge vor.
Am 1. März 2022 hielt das zwischenstaatliche Verhandlungsgremium (INB) die erste Sitzung zur Vereinbarung von Arbeitsweisen und Zeitplänen ab. Die zweite Sitzung ist am 1. August 2022 geplant, um die Fortschritte bei einem Arbeitsentwurf zu erörtern. Es sollen auch öffentliche Anhörungen abgehalten werden. Anlässlich der 76. Weltgesundheitsversammlung 2023 soll ein Fortschrittsbericht vorgelegt und bei der 77. Weltgesundheitsversammlung 2024 von dieser geprüft werden.
In einer koordinierten Medienaktion wurde von den damaligen Staats- und Regierungschefs:
1. Josaia Voreqe Bainimarama, Premierminister von Fidschi;
2. Prayut Chan-o-cha, Premierminister von Thailand;
3. António Luís Santos da Costa, Premierminister von Portugal;
4. Mario Draghi, Premierminister von Italien;
5. Klaus Johannis, Präsident von Rumänien;
6. Boris Johnson, Premierminister des Vereinigten Königreichs;
7. Paul Kagame, Präsident von Ruanda;
8. Uhuru Kenyatta, Präsident von Kenia;
9. Emmanuel Macron, Präsident von Frankreich;
10. Angela Merkel, Bundeskanzlerin von Deutschland;
11. Kyriakos Mitsotakis, Premierminister von Griechenland;
12. Moon Jae-in, Präsident der Republik Korea (Südkorea);
13. Sebastián Piñera, Präsident von Chile;
14. Andrej Plenković, Premierminister von Kroatien;
15. Carlos Alvarado Quesada, Präsident von Costa Rica;
16. Edi Rama, Premierminister von Albanien;
17. Cyril Ramaphosa, Präsident von Südafrika;
18. Keith Rowley, Premierminister von Trinidad und Tobago;
19. Mark Rutte, Premierminister der Niederlande;
20. Kais Saied, Präsident von Tunesien;
21. Macky Sall, Präsident von Senegal;
22. Pedro Sánchez, Premierminister von Spanien;
23. Wolodymyr Selenskyj, Präsident der Ukraine;
24. Erna Solberg, Premierministerin von Norwegen;
25. Aleksandar Vučić, Präsident von Serbien;
26. Joko Widodo, Präsident von Indonesien;

sowie Charles Michel als Präsident des Europäischen Rates und Tedros Adhanom Ghebreyesus als Generaldirektor der Weltgesundheitsorganisation, für dieses internationale Abkommen geworben. Die Regierungschefs von drei der fünf UNO-Sicherheitsratsmitglieder mit Vetorecht, Russland, die Vereinigten Staaten von Amerika und die Volksrepublik China haben diesen Aufruf nicht mitgetragen (diese vertreten rund 23,7 % der Weltbevölkerung (rund 1,89 Milliarden Menschen) und gelten als die militärisch stärksten Staaten der Erde). Ebenso fehlen die wichtigen Schwellenstaaten Indien und Brasilien mit zusammen rund 1,6 Milliarden Einwohnern. Von den 27 Unionsmitgliedstaaten der EU haben neun diesen Aufruf mitgetragen (diese repräsentieren rund 320 von 447 Millionen Einwohnern der EU (= rund 71,6 %)).
Nach jahrelangen Verhandlungen wurde am 24. Mai 2024 von der WHO mitgeteilt, dass keine Einigung für einen Internationalen Vertrag zur Pandemieprävention zustande gekommen sei und die Verhandlungen daher auf unbestimmte Zeit ausgesetzt werden. Am 4. November 2024 wurde bekannt gegeben, dass in Genf die Verhandlungen fortgesetzt werden. Im April 2025 stimmten die Unterhändler zahlreicher Staaten einem Vertragstext zu. Manche Staaten meldeten Bedenken an. Die Regierung der Slowakei lehnte ein Abkommen ab und löste am 19. Mai 2025 in Genf eine Abstimmung der Mitgliedsländer über die Annahme einer Resolution zum Pandemievertrag aus. Kein Staat stimmte gegen den Vertrag, 124 Staaten stimmten mit Ja, 11 Staaten (darunter Polen, Italien, Israel, Iran, Russland und dann auch die Slowakei) enthielten sich. Bei ihrer Jahresversammlung in Genf einen Tag darauf, am 20. Mai 2025, nahmen die Delegationen der Mitgliedsländer den Vertrag ohne weitere Abstimmung an. Der Sitzungspräsident, der philippinische Gesundheitsminister Ted Herbosa, fragte, ob es Vorbehalte gebe. Als sich daraufhin niemand meldete, erklärte er den Vertrag für angenommen. Er tritt erst in Kraft, wenn mindestens 60 Staaten ihn ratifiziert haben.

## Ziele und Zweck
Aus der Sichtweise des Rats der Europäischen Union soll ein internationales Pandemieübereinkommen auf dem Geist der kollektiven Solidarität, der in den Grundsätzen der Fairness, Inklusivität und Transparenz verankert ist beruhen. Der Rat ist der Meinung, dass weder einzelne Regierungen noch die Weltgemeinschaft Pandemien vollständig verhindern können. Daher müsse die internationale Gemeinschaft viel besser auf mögliche künftige Pandemien vorbereitet sein und während des gesamten Erkennungs-, Warn- und Reaktionszyklus noch koordinierter handeln. Dadurch würde auch allgemein das Vertrauen in das internationale Gesundheitssystem gestärkt werden.
Mit dem Instrument des Pandemievertrages würden die Ziele und Grundprinzipien festgelegt, um die notwendigen kollektiven Maßnahmen zur Bekämpfung von Pandemien zu strukturieren. Insbesondere würden folgende Bereiche schwerpunktmäßig gefördert:
- Früherkennung und Prävention von Pandemien;
- Widerstandsfähigkeit gegenüber künftigen Pandemien;
- Reaktion auf künftige Pandemien, insbesondere durch Gewährleistung eines universellen und gleichberechtigten Zugangs zu medizinischen Lösungen wie Impfstoffen, Arzneimitteln und Diagnostika;
- ein stärkerer internationaler Rahmen für den Gesundheitsbereich mit der WHO als koordinierender Behörde für globale Gesundheitsfragen;
- das Konzept „Eine Gesundheit“, bei dem die Gesundheit von Menschen, Tieren und unserem Planeten miteinander verbunden werden.[15]

## Vertragstext und Rechtsform
Über den Vertragstext und die Rechtsform der Vereinbarung (Vertrag, Rahmenübereinkommen, Absichtserklärung etc.) bestand lange keine offizielle Einigung. Es wurden Vorentwürfe veröffentlicht. Es ist in jedem Fall – sofern es verbindlich sein soll – ein internationales Abkommen, das von den interessierten Staaten nach den nationalen Bestimmungen ratifiziert werden muss. 
Während einige Regierungen der Unionsmitgliedstaaten der Europäischen Union und das Vereinigte Königreich von Großbritannien und Nordirland einen rechtsverbindlichen Vertrag befürworten, sehen andere Staaten, wie die USA, Indien oder Brasilien keine Notwendigkeit dafür.

## Anstehende Ratifikation in Deutschland
Das Bundesverfassungsgericht lehnte am 10. Juli 2023 die Annahme einer Verfassungsbeschwerde gegen die anstehende Ratifikation ab.

## Kritik
Die Neue Zürcher Zeitung hält es für übertrieben, von einer „WHO-Diktatur“ zu sprechen, jedoch enthalte der Vertragsentwurf Bestimmungen, die teilweise einen „autoritären Geist“ atmen und von einem obrigkeitlichen Staatsverständnis zeugen. So gehe es bei einem Artikel um die Einschränkung der Meinungsfreiheit durch Zensur und Behördenpropaganda. Die Staaten sollen falsche, irreführende Fehl- oder Falschinformationen bekämpfen und dabei international zusammenarbeiten. Die politische Kommunikation soll so gesteuert werden, dass das Vertrauen in die Wissenschaft, in die Gesundheitsbehörden und in die angeordneten Maßnahmen gestärkt wird. Dies sei abzulehnen und man sollte nicht vergessen, dass während der Corona-Krise auch die Behörden Falschinformationen verbreitet hätten, so etwa der Schweizer Gesundheitsminister, der sagte „Mit dem Zertifikat kann man zeigen, dass man nicht ansteckend ist“.